# Тинсли, Майкл
Майкл Тинсли (англ. Michael Tinsley; род. 21 апреля 1984) — американский бегун на короткие дистанции, который специализируется на дистанции 400 метров с барьерами. Серебряный призёр олимпийских игр 2012 года. Победитель национальной ассоциации студенческого спорта 2006 года. Бронзовый призёр чемпионата США 2010 года. Стал победителем отборочных соревнований в олимпийскую сборную США, и тем самым обеспечил себе участие в Олимпиаде. На играх в Лондоне в финальном забеге выиграл серебряную медаль с личным рекордом — 47,91 секунд, уступив лишь Феликсу Санчесу.
Победитель соревнований Qatar Athletic Super Grand Prix 2013 года с результатом 48,92 сек.